# Edward George, Baron George

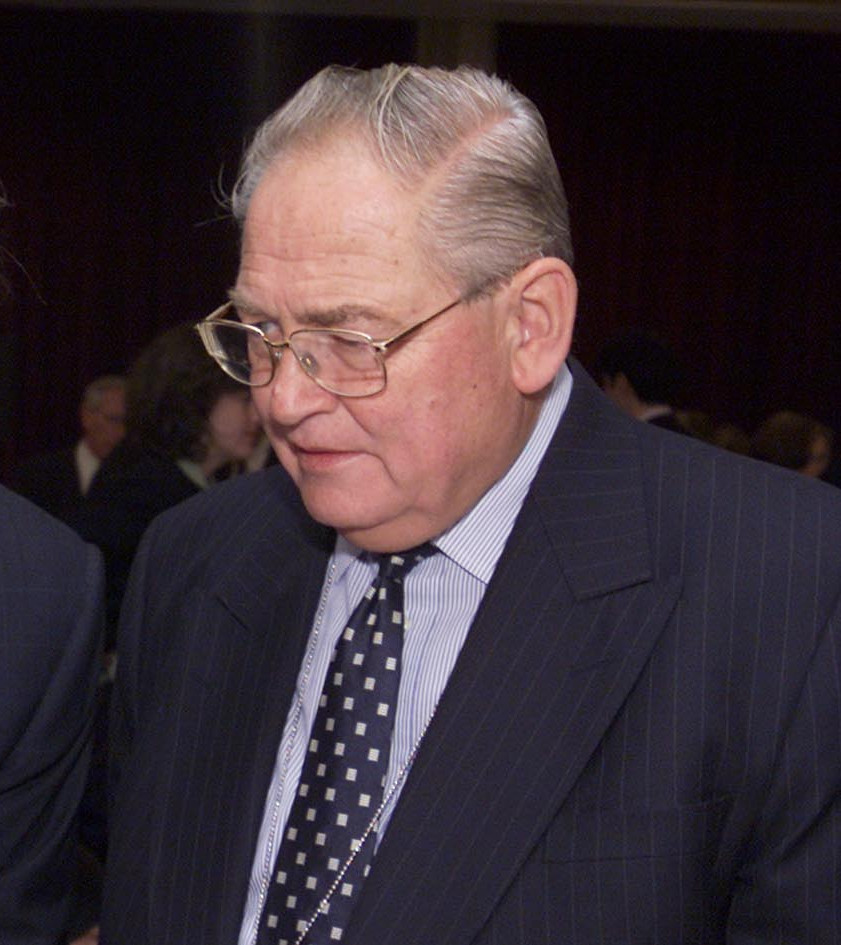
Edward George, Baron George

Edward Alan John George, Baron George, GBE, PC, DL, bekannt als Eddie George (* 11. September 1938 in Carshalton, London Borough of Sutton; † 18. April 2009 in St Tudy, Cornwall) war ein britischer Bankmanager und Politiker.

## Leben und Karriere
Edward George wurde als Sohn von Alan und Olive George geboren. Er studierte Wirtschaftswissenschaft an der University of Cambridge. 1962 begann er bei der Bank of England zu arbeiten, deren Governor er von 1993 bis 2003 war.
Er war Mitglied des Schulbeirats seiner früheren Schule, dem Dulwich College, zwischen 1998 und 2008 und wirkte als Vorsitzender des Schulbeirates von 2003 bis 2008. 1999 wurde er in den Privy Council aufgenommen.
George wurde im Juni 2000 als Knight Grand Cross des Order of the British Empire in den persönlichen Adelsstand erhoben. 2001 wählte man ihn in die American Academy of Arts and Sciences. Im Juni 2004 wurde er zum Life Peer als Baron George, of St Tudy in the County of Cornwall, ernannt. Im House of Lords saß er als Crossbencher.
Er starb am 18. April 2009 im Alter von 70 Jahren an Lungenkrebs.

## Familie
George war von 1962 bis zu seinem Tod mit Vanessa Williams verheiratet. Sie hatten drei Kinder, einen Sohn und zwei Töchter.